# WDR Big Band

Logo

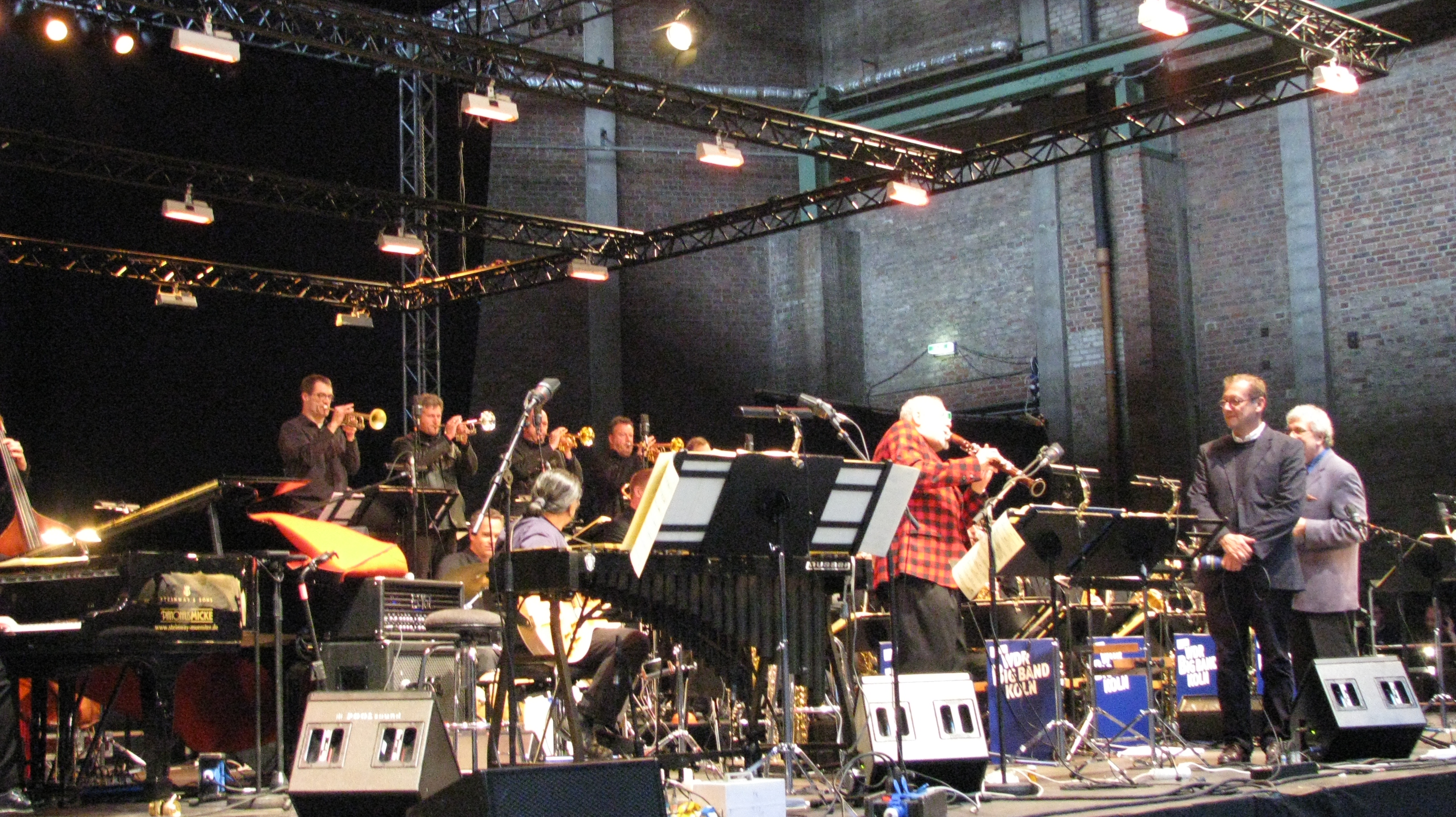
WDR Big Band Köln (2009)

Die WDR Big Band ist die Big Band des Westdeutschen Rundfunks (WDR) in Köln. Der Klangkörper hat sich von einem Unterhaltungsorchester, wie es von den 1940er bis in die 1970er Jahre bestand, zu einem künstlerischen Ensemble entwickelt, das seit den 1980er Jahren auch international als eine der führenden Radio-Bigbands anerkannt ist und eine große künstlerische Freiheit genießt.

## Geschichte

### Tanzorchester und Edelhagen-Orchester als Vorläufer
Der Ursprung der heutigen WDR Big Band liegt bei dem im August 1946 beim damaligen NWDR Köln (dem Vorgänger des heutigen WDR) aktiven „Kölner Rundfunk-Tanzorchester“, das unter der Leitung von Otto Gerdes stand und im Wechsel mit dem Radio-Tanzorchester Hamburg unter Kurt Wege im einzigen Programm des NWDR auftrat.

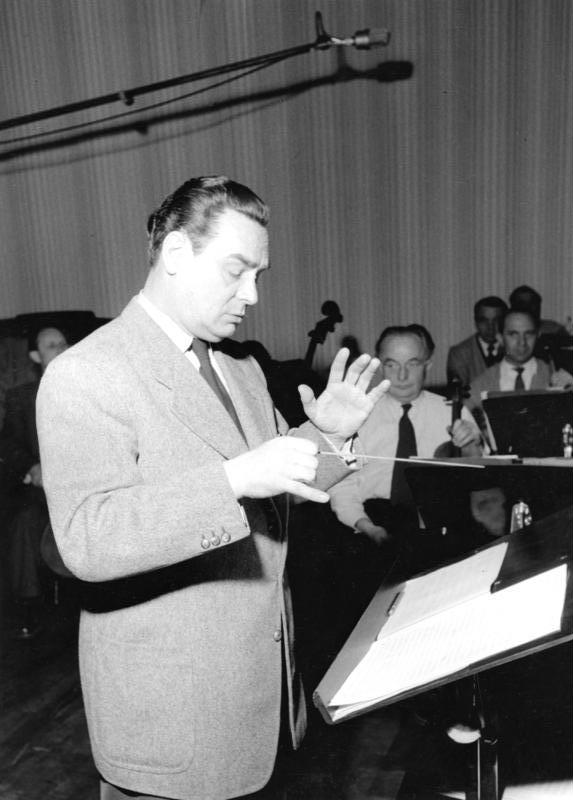
Adalbert Luczkowski dirigiert das Tanz- und Unterhaltungsorchester (1954)

Bereits im Herbst 1947 wechselte Otto Gerdes als Dirigent zu einem Orchester des Südwestfunks (SWF). An seine Stelle trat Adalbert Luczkowski, der in der Streichergruppe des im Krieg gegründeten „Deutschen Tanz- und Unterhaltungsorchesters“ tätig gewesen war und möglicherweise die Tradition dieser Band in Köln fortsetzen wollte. Man nannte jedenfalls das bestehende Orchester ab jetzt „Kölner Tanz- und Unterhaltungsorchester“ (KTUO). Zu den Solisten dieses Orchesters zählten Heinz Schachtner (Trompete), Erich Well (Posaune) und die Saxophonisten Eddie Reisner und Paul Peuker.
Seit 1956 wird das Orchester offiziell vom WDR getragen. Zu dieser Zeit entdeckte man beim WDR die Liebe zum Jazz. Da das bestehende KTUO dafür aber nicht konzipiert war, wurde Kurt Edelhagen mit dem Betreiben einer von ihm geleiteten und erstmals international besetzten Jazz-Bigband beauftragt. 1957 wechselte Kurt Edelhagen vom SWF zum WDR und brachte drei Musiker seiner bisherigen Band mit nach Köln. Alle weiteren suchte er sich in ganz Europa zusammen, und mit Musikern aus acht Nationen war die Band vollzählig. Die Zusammensetzung änderte sich allerdings ständig, da Edelhagen für einen starken „Verschleiß“ von Musikern bekannt war. Das neue „Orchester Kurt Edelhagen“ blieb eine eigenständige Band unter dem Namen ihres Leiters und war kein „Rundfunkorchester“. Nur Edelhagen hatte einen Werkvertrag mit dem WDR, der jährlich erneuert werden musste. Insofern kann er nur im weiteren Sinne als Vorläufer der „WDR-Big Band“ gelten. Nach Auflösung seines Vertrages durch den WDR Ende 1972 und dem damit verbundenen Ende seiner eigenen Big Band hat Edelhagen zwischen 1976 und 1980 Aufnahmen mit dem „WDR-Tanzorchester“ eingespielt.

### Umbau zur Bigband
Nachdem Adalbert Luczkowski 1966 in den Ruhestand trat, wurde 1967 der bisherige Chef der RIAS Tanzorchesters Berlin, Werner Müller, sein Nachfolger. Das Kölner Tanz- und Unterhaltungsorchester unter Leitung von Adalbert Luczkowski und danach als „WDR Tanzorchester Werner Müller“ unter Müller arbeitete bis 1972 neben der Edelhagen-Band beim WDR. Werner Müller fasste zeitweise die Musiker seiner Band mit den Streichern des WDR-Rundfunkorchesters zum „Großen Unterhaltungsorchester des WDR“ zusammen. Ende der 1970er Jahre hatte das WDR Tanzorchester viel von seiner Popularität eingebüßt, und es wurde beschlossen, die Formation in eine Jazz-Bigband nach dem Vorbild von Edelhagen umzuwandeln. Die Streichergruppe wurde aufgelöst, und im Jahr 1980 wurde aus dem Klangkörper die „WDR-Big Band“.

### Zeitgenössisches Jazz-Orchester
Zugleich wurden neue Kräfte in die Formation berufen, die allesamt auch gute Solisten waren. So wurden die Voraussetzungen für den Übergang von einem Orchester mit einem Tanzorchester-Repertoire zu einem Jazzorchester mit innovativem Programmprofil und stilistisch vielfältigen Projekten gelegt. Neue Musiker wie Rolf Römer, der 1981 in die Band kam, faszinierten „die konzeptionelle Vielfalt in der Orchesterarbeit, aber auch das musikalische und solistische Potenzial“ ihrer Orchesterkollegen. Seit 2004 ist mit Karolina Strassmayer (Altsaxophon) erstmals eine Frau Mitglied des Orchesters. Von 2014 bis 2019 verfügte das Orchester mit Shannon Barnett auch über eine Blechbläserin.

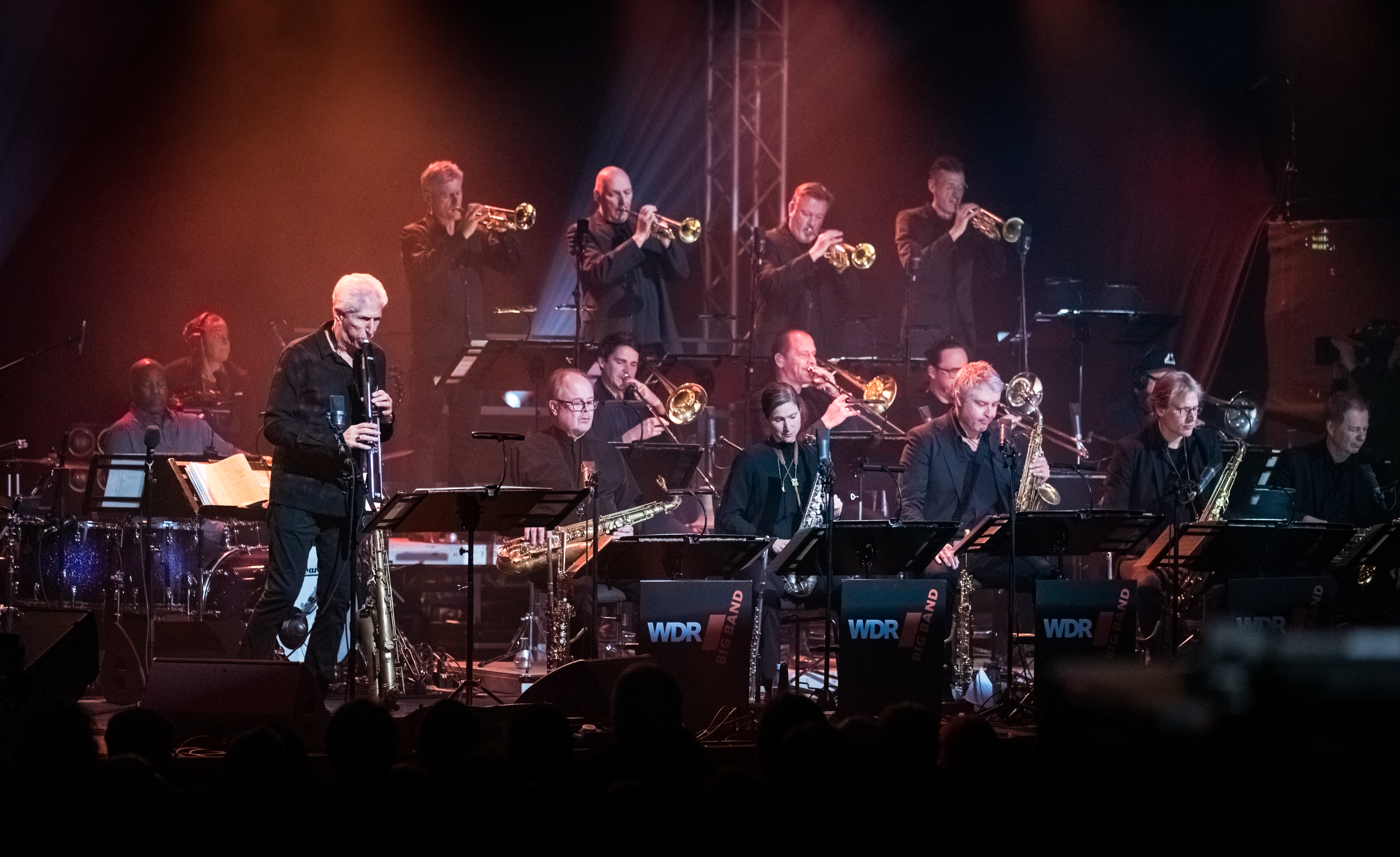
WDR Big Band feat. Yellowjackets (Leverkusener Jazztage 2019)

1985 wurde als Nachfolger Müllers Jerry van Rooyen mit der weiteren Organisation und Leitung des Ensembles beauftragt, dem 1994 Bill Dobbins folgte; mit 50 Prozent der Produktionen wurden nun Gastdirigenten und -arrangeure beauftragt. Im September 1987 wurde Wolfgang Hirschmann zum Ersten Tonmeister und Produzenten der WDR Big Band berufen; ab 1996 bis Januar 2002 war Hirschmann ihr Orchester-Manager, deren Repertoire er ständig erweiterte. Auf diesem Kurs folgten ihm Lucas Schmid und die späteren Bandmanager. Die WDR Big Band hat seitdem sowohl eigene Aufnahmen gemacht, als auch Gastsolisten wie Dave Liebman, Eddie Harris, Jens Winther oder Raul Midón und Komponisten und Arrangeure wie Bob Brookmeyer, Jim McNeely, Stefan Pfeifer-Galilea oder Maria Schneider unterstützt. In einer Zeit des Bigband-Sterbens erarbeitete sich die WDR Big Band einen Ruf als eine wichtige künstlerische Kraft in der zeitgenössischen Bigband-Welt. Die WDR Big Band wurde wiederholt ausgezeichnet.
Chefdirigent ist seit 2016 Bob Mintzer. Zeitgleich wurde Vince Mendoza als neuer „Composer in Residence“ der Band vorgestellt.
Neben der regulären künstlerischen Arbeit engagiert sich die WDR Big Band auch für den Nachwuchs – neben Workshops für Schüler ausgewählter Schulen realisiert sie eine „Composers Fellowship“ für junge Komponisten. Die Teilnehmenden erhalten zwei Jahre lang Unterricht bei Florian Ross und besuchen Proben und Konzerte des Klangkörpers; ihre entstandenen Werke werden mit dem Orchester geprobt und interpretiert sowie dem Publikum vorgestellt.

## Bandleader
Bisher haben folgende Bandleader die Band geführt:
- Otto Gerdes (1946–1947)
- Adalbert Luczkowski (1947–1967) / Johannes Fehring (1963–1965)

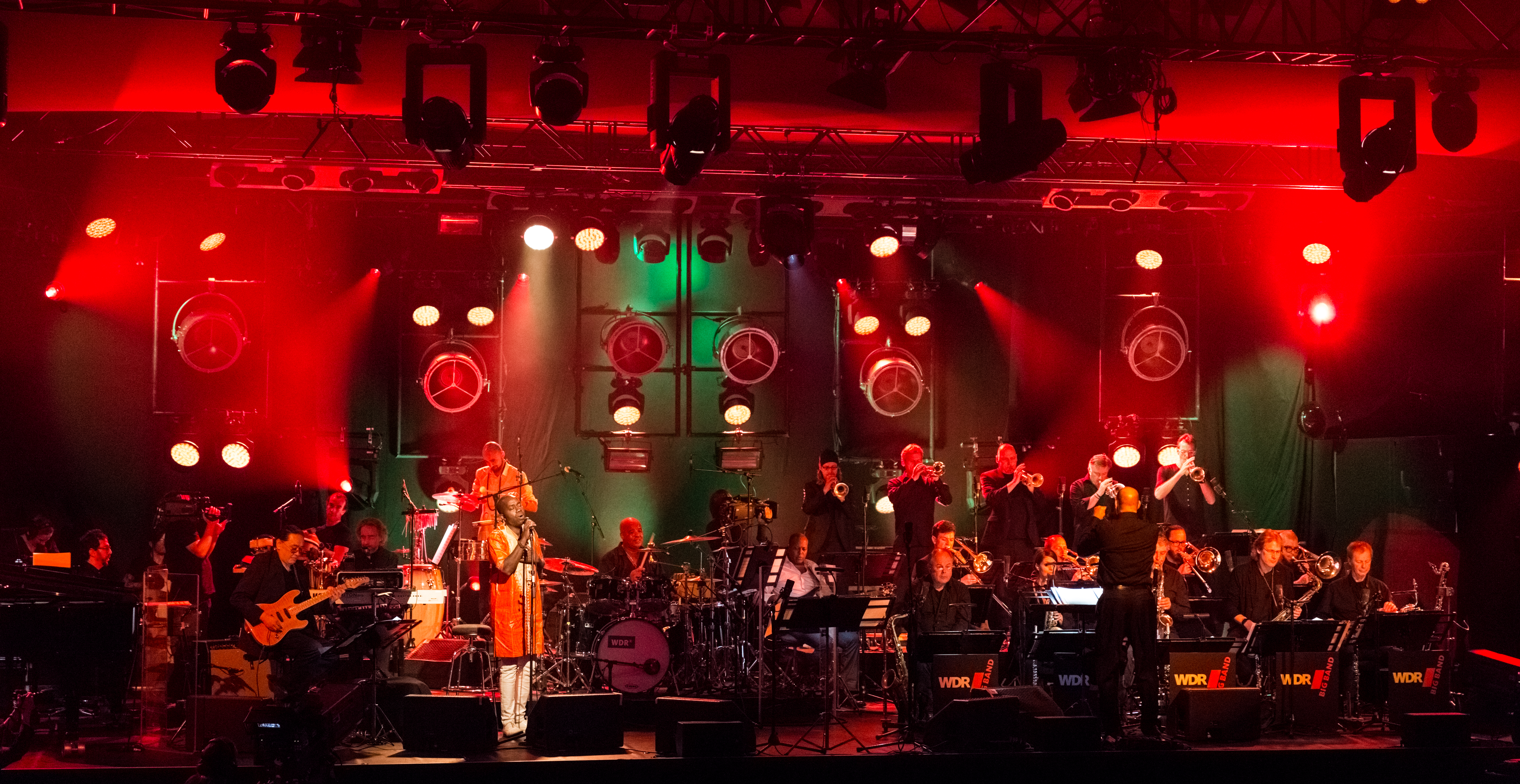
WDR Big Band feat. Mokhtar Samba live bei den Leverkusener Jazztagen 2016

- Werner Müller (1967–1985)
- Jerry van Rooyen (1985–1995)
- Bill Dobbins (1995–2002)
- Michael Abene (2003–2014)
- Richard DeRosa (2014–2016)
- Bob Mintzer (seit Sommer 2016)[6]

## Aktuelle Besetzung
Die aktuelle Besetzung (2025) besteht aus:
- Saxophon: Karolina Strassmayer (as), Johan Hörlén (as), Paul Heller (ts), Ben Fitzpatrick (ts), Jens Neufang (bs)
- Trompete: Andy Haderer, Rob Bruynen, Wim Both, Ruud Breuls
- Posaune: Ludwig Nuss, Mattis Cederberg, Raphael Klemm, Andy Hunter
- Rhythmusgruppe: Billy Test (Keys), Hans Dekker (Drums)

## Auszeichnungen
2007 erhielt die WDR Big Band einen Grammy: Das Album „Some Skunk Funk“, auf den Leverkusener Jazztagen 2003 zusammen mit Will Lee, Randy und Michael Brecker aufgenommen, wurde als bestes Album eines Jazz-Großensembles ausgezeichnet. Michael Brecker erhielt zudem posthum den Grammy für das beste Jazz-Instrumentalsolo für das Stück „Some Skunk Funk“.
Auch bei der 50. Grammy-Verleihung im Jahr 2008 war die WDR Big Band erfolgreich: Die Gemeinschaftsproduktion zwischen der WDR Big Band und der Sängerin Patti Austin, „Avant Gershwin“, wurde zum besten „Jazz Vocal Album“ des Jahres gekürt. Den zweiten Grammy gewann die WDR Big Band gemeinsam mit Vince Mendoza in der Kategorie „Best Instrumental Arrangement“ für das Arrangement „In a Silent Way“, komponiert von dem 2007 verstorbenen Joe Zawinul. Die Aufnahme entstand im Oktober 2005 in Wien, das Stück ist ein Teil der Live-Aufnahmen, die auf dem Doppelalbum Brown Street im Jahr 2006 veröffentlicht wurden.
Das gemeinsam mit Bill Laurance entstandene Album Live at the Philharmonie Cologne erhielt 2021 den Deutschen Jazzpreis in der Kategorie „Rundfunkproduktion des Jahres“.
Im Januar 2021 erhielt die WDR Big Band den „Preis Innovation 2020“ der Deutschen Orchester-Stiftung für die „WDR Big Band Play Along App“, mit der Musiker virtuell mit der Big Band spielen können.

## Diskografie (Auswahl)
- 2025
Interaction, 3 Cohens und die WDR Big Band
- 2022
Center Stage, Steve Gadd und die WDR Big Band (nominiert für einen Grammy 2023)[12]
- 2021
Ich frag die Maus, Mark Forster und die WDR Big Band
- 2020
Jackets XL, Yellowjackets + WDR Big Band (nominiert für einen Grammy 2022)[12]
Blue Soul, Dave Stryker und die WDR Big Band
Storytellers, Luciana Souza und die WDR Big Band Köln
- 2019
Live at the Philharmonie, Cologne, Bill Laurance und die WDR Big Band (Deutscher Jazzpreis 2021 als „Rundfunkproduktion des Jahres“)[13]
- 2018
Always Forward, Marshall Gilkes und die WDR Big Band
- 2017
Homecoming, Vince Mendoza und die WDR Big Band (nominiert für einen Grammy)[12]
- 2015
Köln, Marshall Gilkes und die WDR Big Band Köln (nominiert für einen Grammy)[12]
My Personal Songbook, Ron Carter und die WDR Big Band Köln
Big Band Boom, Metro und die WDR Big Band Köln
- 2013
Reineke Fuchs, Hörspiel mit Theo Bleckmann, Ulrich Noethen und der WDR Big Band (Live in Köln)
- 2012
Soul Classics, Maceo Parker und die WDR Big Band
- 2011
Mit großem Besteck, Pe Werner und die WDR Big Band
- 2009
Vans Joint, Bill Evans, Dave Weckl, Mark Egan und die WDR Big Band Köln (Live)
Plays the Music of Jimi Hendrix, Hiram Bullock, Billy Cobham, und die WDR Big Band Köln (Live)
- 2007
Symphonica, Joe Lovano und die WDR Big Band (nominiert für einen Grammy)[12]
Avant Gershwin, Patti Austin und die WDR Big Band Köln
Roots & Grooves, Maceo Parker und die WDR Big Band Köln
- 2006
Brown Street, Joe Zawinul und die WDR Big Band Köln (Live in Wien; Grammy)
Winterwunderwelt, Götz Alsmann und die WDR Big Band Köln
- 2004
NiedeckenKoeln, Wolfgang Niedecken und die WDR Big Band Köln
Voices of Concord Jazz, live in Montreux
- 2003
tango y postango, Néstor Marconi, Ernst Reijseger, Mark Walker und die WDR Big Band Köln
- 2002
Paquito D’Rivera, Latin Rhythms with Paquito D’Rivera
For Ella, Patti Austin / Patrick Williams
Dedalo, Gianluigi Trovesi
Colours of Siam, Thorsten Wollmann
- 2000
WDR Bigband Jan Klare/Eckard Koltermann
Mannix Soundtracks, Lalo Schifrin
Jazz Goes to Hollywood, Lalo Schifrin
Kurt Weill – American Songs, Caterina Valente
- 1999
Get Hit in Your Soul, Miles Griffith / Jack Walrath
Latin Jazz Suite, Lalo Schifrin
- 1998
Prism, Bill Dobbins / Peter Erskine
Gillespiana, Lalo Schifrin
Jazz Mass In Concert, Lalo Schifrin
The Escape, Jens Winther
Your Song, Jerry van Rooyen
- 1997
Behind Closed Doors, Peter Erskine
The Last Concert, Eddie Harris
- 1996:
Flame
Jubilee, Markus & Simon Stockhausen
Soul to Jazz, Bernard Purdie
Swing & Balladen, Jerry van Rooyen
- 1994
Electricity, Bob Brookmeyer
Sketches, Vince Mendoza
- 1993
Cosmopolitan Greetings, George Gruntz
Jazzpaña, Vince Mendoza / Arif
- 1992
Carambolage, Joachim Kühn
Traces of Trane, Peter Herborn
- 1990
Tribute to Thad Jones, Mel Lewis
- 1989
Dream of Life, Carmen McRae
East Coast Blowout, Jim McNeely
The Third Stone, Jiggs Whigham
- 1984
Harlem Story, Peter Herbolzheimer